# Белянка горошковая
Белянка (или беляночка) горошковая (лат. Leptidea sinapis) — дневная бабочка из семейства белянок (Pieridae, род Leptidea).
Длина переднего крыла имаго — 18—24 мм. Гусеница с широкими жёлтыми боковыми полосами, зелёная, без спинных полос.

## Биология
В средней полосе развивается в двух поколениях, на юге и в отдельные теплые годы отмечается третье поколение. Лет бабочек первого поколения наблюдается с конца апреля до середины июня, второго — с начала июня до середины августа. На юге бабочки с небольшими перерывами летают с апреля по октябрь. Гусеницы питаются только растениями из семейства бобовых и активны по ночам. Зимует куколка.

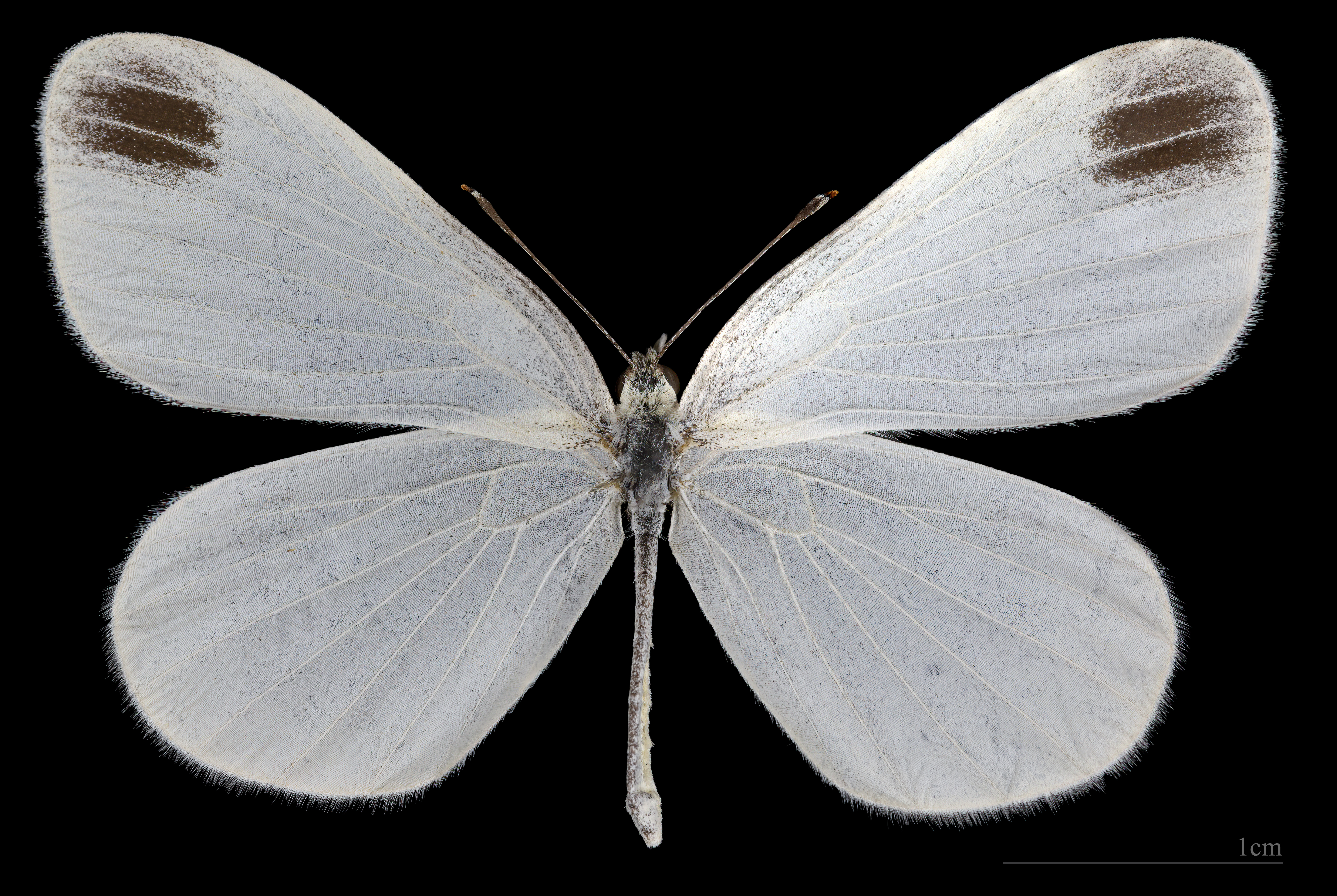
Leptidea sinapis ♂
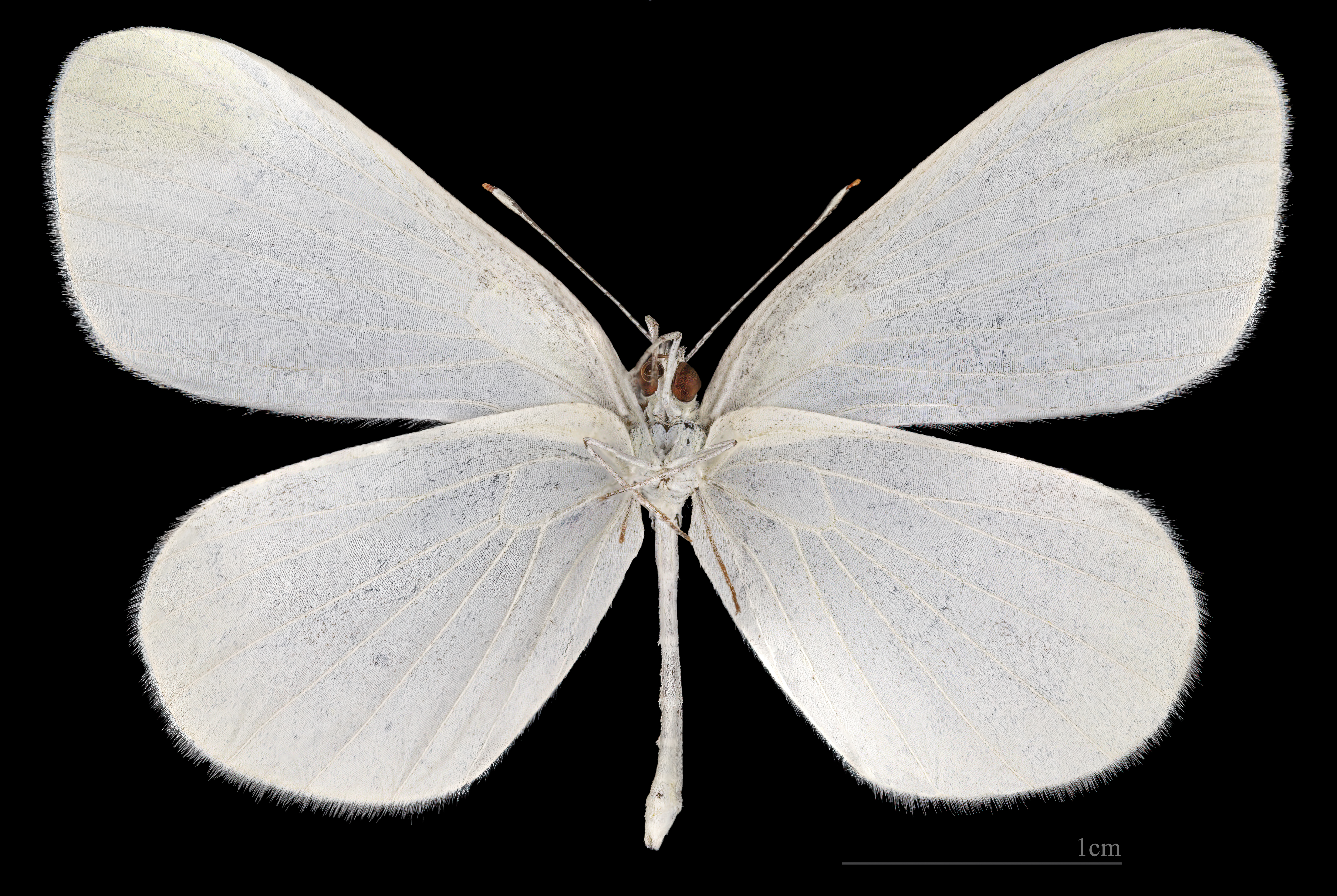
Leptidea sinapis ♂   △
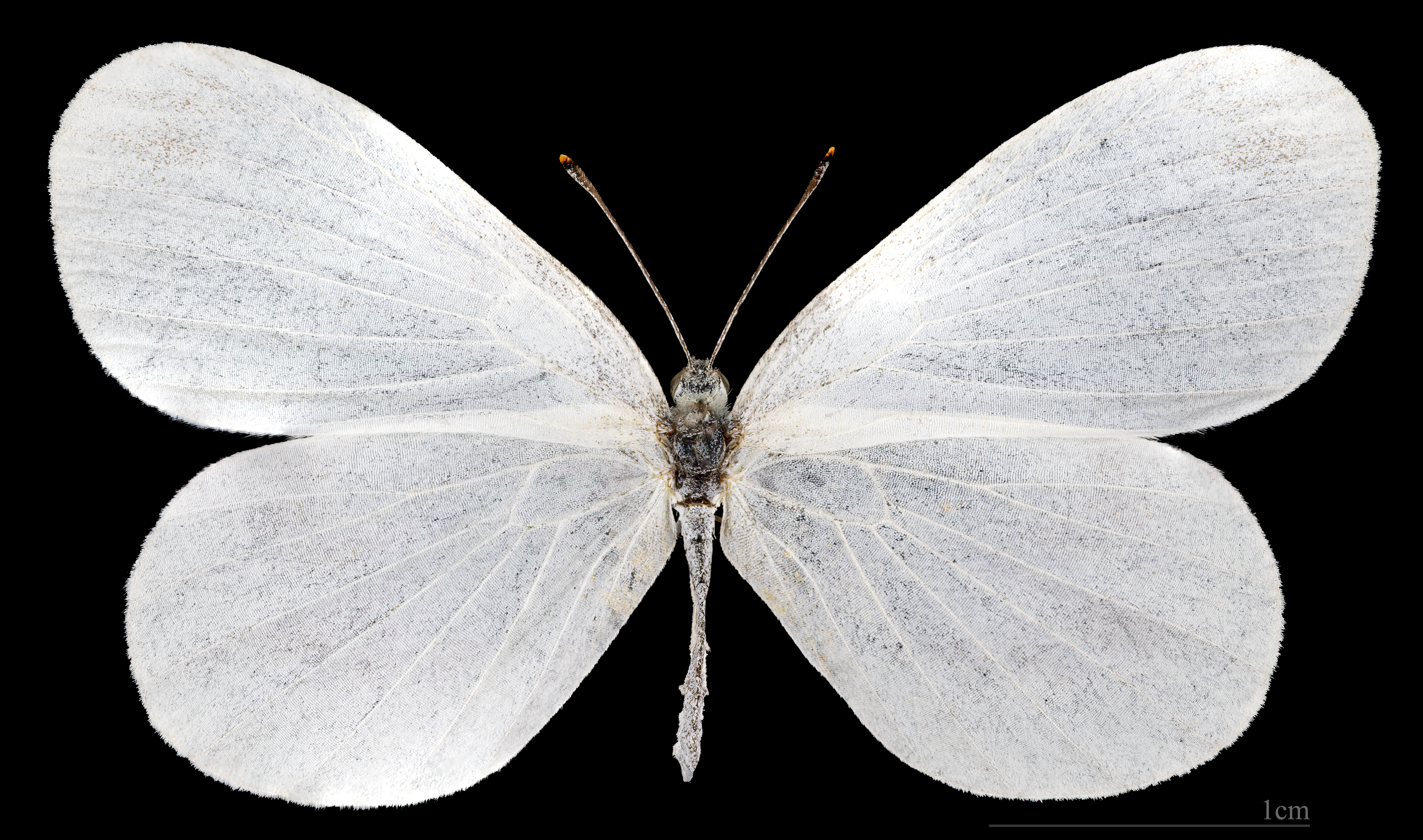
Leptidea sinapis   ♀
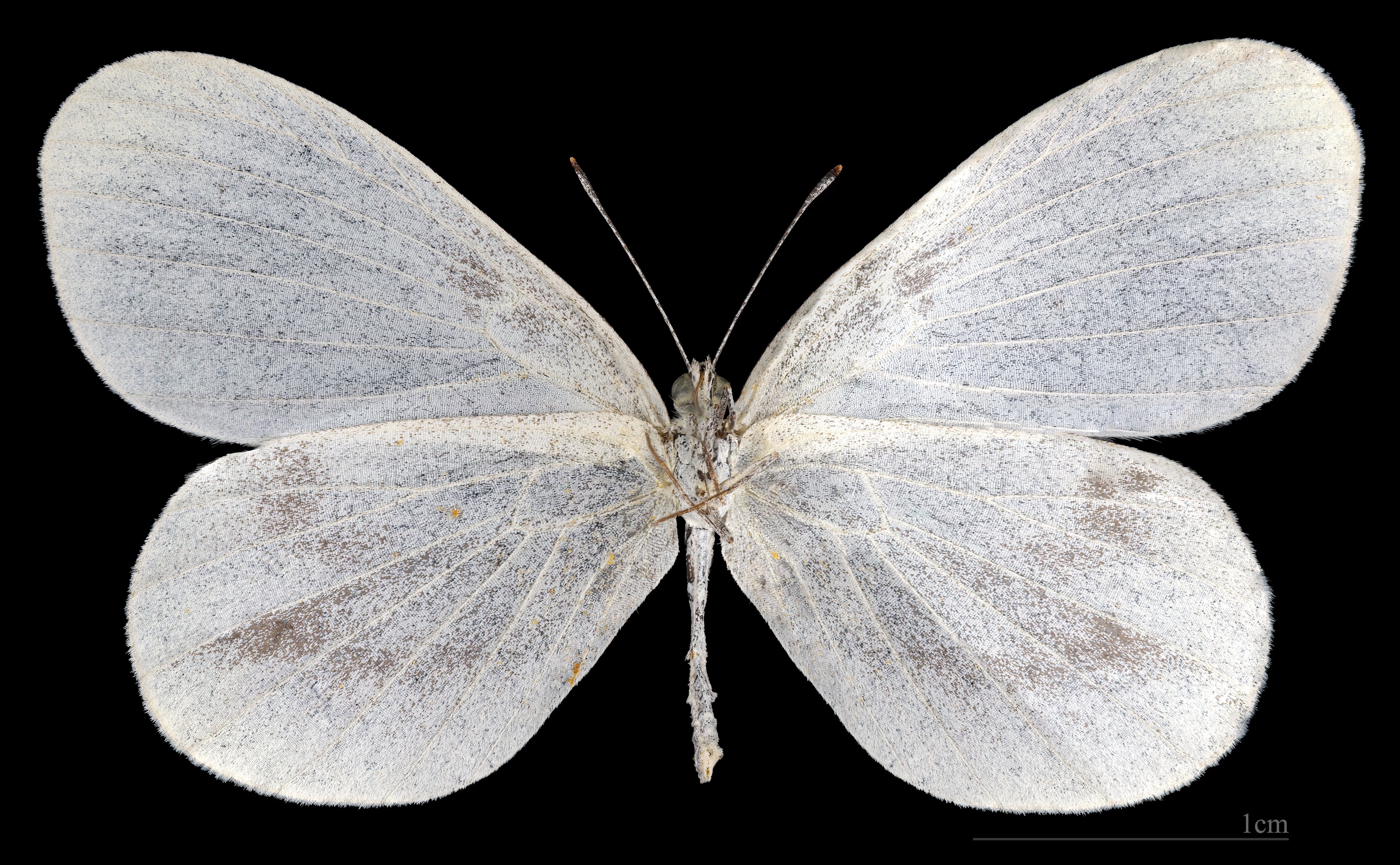
Leptidea sinapis   ♀ △

## Ареал
Северо-западная Африка, Европа, исключая Крайний Север, субарктический и умеренный пояса Азии на восток до Байкала.
Современный ареал вида нуждается в уточнении, так как в настоящее время установлено, что накопленные ранее данные о его распространении относятся к двум видам-двойникам и требуют пересмотра. Вид широко распространен во всем регионе от Скандинавии, Хибинского горного массива и Северного Урала до Главного Кавказского хребта и Северного Прикаспия.

## Местообитания
Открытые биотопы — опушки, поляны, обочины дорог, луга, берега рек и ручьев, реже поля. В горах поднимается до высоты 2000 м над ур. м.

## Кормовые растения
Lathyrus linifolius — чина горная, Lathyrus niger — чина чёрная, Lathyrus pratensis — дербенник луговой, Lathyrus tuberosus — чина клубненосная, Lathyrus vernus — чина весенняя, Lathyrus sp. — чина, Lotus corniculatus — лядвенец рогатый, Lotus uliginosus — лядвенец топяной, Lotus sp. — лядвенец.

## Время лёта
Апрель — 3 декада, май, июнь, июль, август.